# Malcolm Jiyane
Malcolm Jiyane Xorile (* 1982 in Katlehong) ist ein südafrikanischer Jazzmusiker (Posaune, Gesang, Komposition, Arrangement). Er wurde von seinem Mentor Johnny Mekoa als „der zukünftige Jonas Gwangwa“ beschrieben.

## Leben und Wirken
Jiyane trat im Alter von 13 Jahren der Big Band von Johnny Mekoa bei. Später arbeitete er mit Herbie Tsoaeli, den Schlagzeugern Tumi Mogorosi und Ayande Sikade sowie dem Multiinstrumentalisten Mvuso Dimba zusammen. Außerdem trug er als Mitglied des afro-futuristischen Improvisationskollektivs Spaza zum Soundtrack des Dokumentarfilms UPRIZE! des Regisseurs Sifiso Khanyile aus dem Jahr 2017 über den Aufstand in Soweto von 1976 bei. Während des Lockdowns 2020 infolge der COVID-19-Pandemie in Südafrika bot ihm das Label Mushroom Hour Half Hour die Möglichkeit, ein Album aufzunehmen, doch bevor er begann, wurden zunächst Aufnahmen veröffentlicht, die bereits 2018 mit seiner Band Tree-O im Sumo Sound Studio in Johannesburg entstanden waren. 2024 veröffentlichte er sein zweites Album True Story, entstanden 2020/21 mit einem Kernquintett, bestehend aus der Bassistin Ayanda Zalekile, dem Schlagzeuger Lungile Kunene, dem Perkussionisten Gontse Makhene und dem Pianisten und Keyboarder Nkosinathi Mathunjwa sowie zahlreichen Gastmusikern. Jiyane war außerdem Mitglied der Gruppen Future History und Plantation Miners. Er lebt in Johannesburg.

## Würdigung
Für Jeremy Isaac (Jazz Journal) erinnert das Debüt des Posaunisten an die Musik von Hugh Masekela, Abdullah Ibrahim und US-amerikanische Einflüsse wie Herbie Hancock, aber der Stil sei originell und eindrucksvoll umgesetzt.
Die Melodien auf True Story würden die Seele berühren – und manchmal auch eine erhebende Welle erzeugen, ein gleichzeitig erlebtes Gefühl von Freude und Traurigkeit, wobei der Zusammenprall das Gegenstück nur noch verstärke, schrieb Dave Sumner (Daily Bandcamp).

## Diskographische Hinweise
- Umdali (Mushroom Hour, 2021), mit Tebogo Seitei, Brandon Ruiters, Nhlanhla Mahlangu, Nkosinathi Mathunjwa, Ayanda Zalekile, Lungile Kunene, Gontse Makhene, Tubatsi Mpho Miloi
- True Story (Mushroom Hour, 2024), mit Dion Monti, Nkosinathi Mathunjwa, Ayanda Zalekile, Lungile Kunene, Gontse Makhene, Dumama, Nosisi Ngakane, Siya Makuzeni